# Parascytoleptus papua
Parascytoleptus papua is een tienpotigensoort uit de familie van de Axiidae. De wetenschappelijke naam van de soort is voor het eerst geldig gepubliceerd in 2010 door Poore & Collins.